# Saudi Hawks

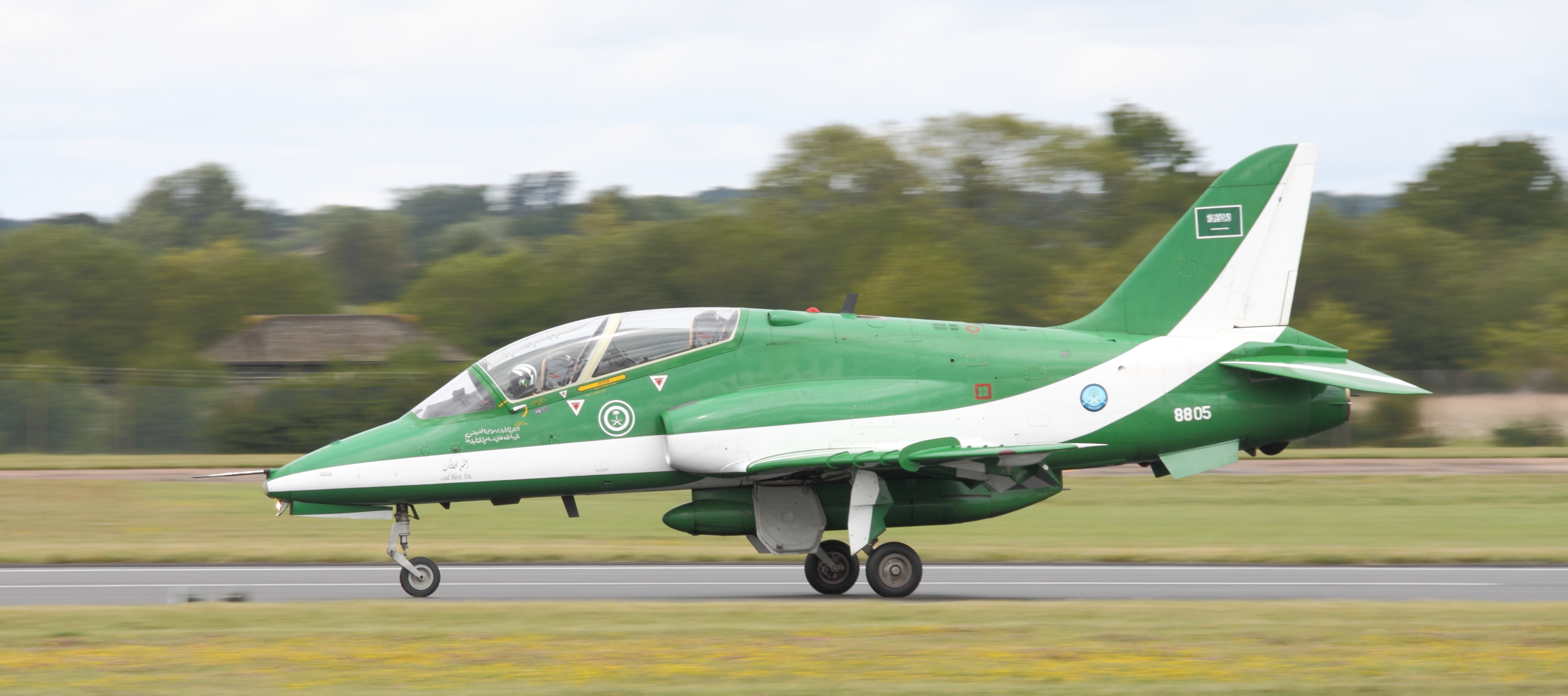
Samolot BAe Hawk w barwach grupy

Saudi Hawks to reprezentacyjny zespół akrobacyjny Królewskich Saudyjskich Sił Powietrznych sformowany w 1998 roku w bazie lotniczej w Tabuk. Grupa od początku swojego istnienia wykorzystuje samoloty BAe Hawk, które w siłach powietrznych Arabii Saudyjskiej służą do szkolenia pilotów. Początkowo grupę tworzyło 4 samoloty, potem liczbę formacji poszerzono do 6 samolotów. Wszystkie pomalowane zostały w barwy narodowe.